# Gajary
Gajary é um município da Eslováquia, situado no distrito de Malacky, na região de Bratislava. Tem 50,83 km² de área e sua população em 2019 foi estimada em 3046 habitantes.

## Demografia
| Ano:        | 1994 | 2004    | 2014   | 2024   |
| ----------- | ---- | ------- | ------ | ------ |
| Broj ljudi: | 2537 | 2792    | 2936   | 3215   |
| Razlika:    |      | +10,05% | +5,15% | +9,50% |

| Ano:               | 2023 | 2024   |
| ------------------ | ---- | ------ |
| Número de pessoas: | 3201 | 3215   |
| Diferença:         |      | +0,43% |